# Aici sunt tigri
Aici sunt tigri (1962) (titlu original R is for Rocket) este o culegere de povestiri science fiction a scriitorului Ray Bradbury. Ea cuprinde cincisprezece povestiri apărute anterior în alte culegeri, precum și două povestiri neantologate anterior. 

## Conținut
- R de la rachetă (R is for Rocket)
- Sfârșitul începutului (The End of the Beginning)
- Fluierul de ceață (The Fog Horn)
- Racheta (The Rocket)
- Cosmonautul (The Rocket Man)
- Merele de aur ale Soarelui (The Golden Apples of the Sun)
- Detunătura (A Sound of Thunder)
- Ploaia cea lungă (The Long Rain)
- Surghiuniții (The Exiles)
- Aici sunt tigri (Here There Be Tygers)
- Geamul de culoarea căpșunii (The Strawberry Window)
- Balaurul (The Dragon)
- Darul (The Gift)
- Gerul și focul (Frost and Fire)
- Unchiul Einar (Uncle Einar)
- Mașina Timpului (The Time Machine)
- Freamătul verii (The Sound of Summer Running)

## Intriga

### R de la rachetă
Povestirea a fost publicată pentru prima dată în acest volum și povestește despre adolescența tinerilor care așteaptă să fie selectați în rândul astronauților. Când unul dintre ei primește, în sfârșit, vestea că a fost admis să înceapă instruirea în spațiu, află că nu are voie să se laude cu asta în fața prietenilor, ci trebuie să păstreze cel mai strict secret.

### Sfârșitul începutului
Publicată pentru prima dată de Doubleday în volumul A Medicine for Melancholy apărut în 1959, povestirea descrie ultimele clipe dinaintea primului zbor spațial.

### Fluierul de ceață
Bradbury susține că ideea acestei povestiri i-a venit când a văzut ruinele unui montagne russe demolat de pe plaja din Los Angeles, ale cărui șine sugerau scheletul unui dinozaur. Titlul original sub care povestirea a apărut inițial în ediția din 23 iunie 1951 a publicației The Saturday Evening Post a fost The Beast from 20,000 Fathoms. La data publicării ei se turna un film cu o temă similară, al cărui titlu provizoriu era Monster from Beneath the Sea. Producătorii, care au vrut să se bucure de reputația și popularitatea lui Bradbury, au cumpărat drepturile de autor ale povestirii și au schimbat titlul filmului, monstrul care apărea în el având la bază ilustrația din The Saturday Evening Post. La rândul său, Bradbury a schimbat titlul povestirii în Fluierul de ceață, ea captând atenția lui John Huston, care a l-a angajat pe scriitor să realizeze scenariul versiunii din 1956 a filmului Moby Dick.
Povestirea relatează istoria a doi bărbați care străjuiesc un far izolat. Unul dintre ei descoperă că fluierul de ceață al farului atrage un monstru subacvatic care trăiește în adâncuri de pe vremea dinozaurilor. Creatura apare la suprafață și distruge farul, apoi se retrage pentru totdeauna în adâncuri. Un nou far este construit ulterior în locul celui dărâmat, din materiale mai rezistente.

### Racheta
Titlul inițial al acestei povestiri apărute în numărul din martie 1950 al revistei Super Science Stories este Outcast of the Stars. În ea se vorbește despre un viitor în care călătoria în spațiu este accesibilă doar celor bogați. Fiorello Bodoni, proprietarul unui magazin de fiare vechi, strânge suficienți bani pentru a-l trimie în spațiu pe unul dintre membrii familiei, dar își dă seama că alegerea va crea disensiuni și rupturi în sânul acesteia. În cele din urmă cumpără macheta unei rachete în care proiectează un film tridimensional care dă impresia că oamenii de la bord chiar au călătorit prin sistemul solar și le oferă copiilor săi o experiență de neuitat.

### Cosmonautul
Povestirea a fost publicată pentru prima dată în 1951 în culegerea Omul ilustrat. Ea descrie viața unui familii al cărei bărbat își împarte timpul între spațiu și familie: de câte ori se află în misiune i se face dor de casă și vrea să revină pe Pământ și de câte ori stă acasă i se face dor de spațiu. Soția și copilul său încearcă să se adapteze acestei situații, dar când află că el a murit căzând în Soare aleg să ducă o existență nocturnă, astfel încât să nu fie nevoiți să își amintească mereu despre deces.

### Merele de aur ale Soarelui
Publicat pentru prima dată în luna martie a anului 1953 în culegerea de povestiri The Golden Apples of the Sun, textul de față relatează despre misiunea unei nave spațiale care călătorește până la Soare și colectează energie solară pentru a o folosi pe Pământ. Titlul reprezintă un vers al poetului irlandez William Butler Yeats.

### Detunătura
Apărută inițial în numărul din 28 iunie 1952 al publicației Collier's, această povestire a ajuns în anul 1984 să fie cea mai reeditată povestire science fiction. Ea are la bază conceptul care a fost denumit ulterior efectul fluture.
În anul 2055, într-o vreme când mașina timpului a fost inventată, un grup de turiști călătoresc în perioada dinozaurilor într-un safari care să conducă la uciderea unui Tyrannosaurus rex. Ei sunt averizați să nu calce în afara potecii stabilite, dar vederea dinozaurului îl sperie pe unul dintre ei și acesta calcă în noroiul de lângă potecă. Saurianul este împușcat cu câteva clipe înainte ca el să fie strivit de copacul care trebuia să îl omoare în cursul firesc al istoriei.
Reveniți în timpul lor, călătorii constată mici schimbări în societate, cum ar fi alterarea limbii engleze sau schimbarea câștigătorului alegerilor prezidențiale. Turistul care călcase lângă potecă, Eckels, observă atunci că în noroiul de pe cizma lui se află și un fluture mort, acea alterare minoră a trecutului având repercusiuni asupra prezentului.

### Ploaia cea lungă
Povestirea a apărut pentru prima dată în numărul din mai 1950 al publicației Planet Stories și a mai fost publicată și în culegerea de povestiri Omul ilustrat.
Un grup de astronauți rămâne pe Venus, o planetă pe care plouă torențial, fără oprire. Călătorind pe planetă, ei descoperă un dom dotat cu o sursă de lumină artificială distrus de venusieni. Căutând alte domuri similare, astronauții sunt conduși rând pe rând spre nebunie și suicid de către ploaia nesfârșită, în afara unuia care reușește să găsească un dom intact.

### Surghiuniții
Titlul inițial sub care această povestire a apărut în numărul din 15 septembrie 1949 al publicației MacLean's a fost The Mad Wizard of Mars. Titlul actual i-a fost dat odată cu reeditarea din anul următor în antologia Beyond Time and Space. Eminentul autor și critic literar Gore Vidal a apreciat povestirea ca fiind "bună" și spunând că îl prezintă pe Bradbury "în cea mai bună formă".
Multe opere literare sunt interzise pe Pământ. Personajele lor devin entități reale pe Marte, dar odată ce toate cărțile în care ele apar sunt distruse, ele sunt sortite pieirii. Ele plănuiesc o ripostă față de oamenii care vin să le caute, dar sunt distruse de arderea ultimelor cărți de pe Pământ.
Bradbury a mai descris un viitor similar în care face referire la operele lui Poe și a altor autori în povestirile "The Pillar of Fire" și "Usher II. 

### Aici sunt tigri
Povestirea - al cărei titlu face trimitere la expresia ”Aici sunt dragoni” folosită de cartografii medievali pentru a avertiza asupra porțiunilor neexplorate de pe hărțile lor - a fost publicată pentru prima dată în anul 1951 în antologia New Tales of Space and Time.
O expediție este trimisă către o planetă pentru a vedea dacă deține resurse naturale utile rasei umane. Exploratorii descoperă un paradis care pare să le îndeplinească orice dorință, ceea ce îi determină să o părăsească și să raporteze că e ostilă, pentru a nu fi distrusă de omenire.

### Geamul de culoarea căpșunii
Apărută inițial în numărul 3 din ianuarie 1955 al publicației Star Science Fiction, povestirea relatează despre greutățile de adaptare la viața dură de pe Marte ale unei familii de imigranți pământeni. Văzând că există riscul destrămării familiei, tatăl decide să își folosească economiile pentru a aduce bucată cu bucată casa de pe Pământ, într-o încercare de a recrea un element care să le dea puterea de a merge mai departe.

### Balaurul
Povestirea a apărut pentru prima dată în 1955 în revista Esquire, fiind reeditată în 1988 de Footstep Press într-o ediție litată de 352 de exemplare numerotate și semnate, precum și într-o serie de antologii ale lui Bradbury.
Doi cavaleri din secolul al X-lea au primit misiunea să ucidă un balaur care pârjolește ținutul și creează panică. Poveștile relatează că este uriaș, scuipă foc, este înfiorător și are doar un ochi, iar cei doi se așteaptă să fie uciși în tentativa lor. În final se dovedește că 'balaurul' este de fapt un tren cu aburi din epoca modernă care trece prin acea regiune.

### Darul
Această povestire scurtă a fost publicată inițial în numărul din decembrie 1952 al revistei Esquire. Ea povestește despre prima călătorie făcută în spațiu de un copil împreună cu familia sa, în Ajunul Crăciunului. Deoarece nu e voie cu brazi la bord, părinții îi arată cel mai mare brad posibil, plin de lumini: spațiul înstelat.

### Gerul și focul
Povestirea a fost publicată pentru prima dată în numărul din august 1946 din Planet stories.
Prăbușirea unei rachete lasă pe o planetă oameni nevoiți să împărtășească o soartă crudă: din cauza radiațiilor, ei trăiesc doar opt zile și nu pot ieși din peștera în care s-au ascuns decât în perioada de o oră dintre ziua și noaptea care le sunt, ambele, fatale. Dar ei beneficiază și de amintirile strămoșilor lor, ceea ce compensează întro oarecare măsură blestemul radiațiilor. Protagonistul povestirii, Sim, decide să își riște viața încercând să ajungă la o rachetă care se află pe un platou din apropiere, parcurgând un drum care pare a fi mai lung decât o oră, sperând ca astfel să își prelungească viața.

### Unchiul Einar
Publicată pentru prima dată în 1947 în prima culegere de povestiri a lui Bradnury, Dark carnival, povestirea de față prezintă cazul unui om capabil să zboare cu ajutorul unei perechi frumoase de aripi. Temându-se să zboare ziua pentru a nu atrage atenția savanților sau a vânătorilor și incapabil să mai zboare noaptea din cauza unui accident, unchiul Einar își găsește în sfârșit libertatea când copiii săi îi solicită ajutorul pentru a confecționa niște zmeie. Luând unul dintre ele în spate, el poate zbura fără teama că ar mai atrage atenția cuiva.

### Mașina Timpului
Publicată inițial în numărul din 2 iunie 1955 al publicației The Reporter sub titlul The Last, the Very Last, această povestire a fost ulterior inclusă în romanul Dandelion Wine apărut în 1957. În ea este vorba despre copiii dintr-un orășel american care descoperă o ”mașină a timpului umană” în persoana unui colonel care îi poartă în trecutul său prin intermediul amintirilor din viața sa.

### Freamătul verii
La fel ca și povestirea anterioară și aceasta a apărut inițial sub alt titlu - Summer in the Air - în numărul din 18 februarie 1956 al publicației Saturday Evening Post, fiind inclusă ulterior în romanul Dandelion Wine. Ea povestește despre transformarea magică pe care o are asupra unui adolescent perechea nouă de teniși pe care și-o cumpără la începutul fiecărei veri.

## Adaptări
Drepturile de autor ale povestirii Fluierul de ceață au fost cumpărate de realizatorii filmului The Beast from 20,000 Fathoms, care au folosit titlul ei inițial și aspectul monstrului subacvatic. Ulterior, ideea a stat la baza unuia dintre primele episoade ale serialului de televiziune "Pokemon", în care proprietarul unui far folosește un fluier și o înregistrare pentru a chema o creatură.
Leonard Nimoy (Spock din Star Trek) pretinde că povestirea a stat la baza ideii filmului Star Trek IV: Călătoria acasă.
Povestirea The Rocket a fost adaptată pentru radio de Ernest Kinoy în 1952 ca parte a serialului NBC Presents: Short Story. Înregistrarea difuzării din 4 ianuarie poate fi găsită în Arhiva NBC Short Story. Pe 16 martie 1952, CBS Television Workshop a difuzat o ecranizare a povestirii, cu Martin Ritt în rolul principal. Joe Orlando și Al Feldstein au publicat o adaptare BD în numărul din noiembrie-decembrie 1953 al publicației Weird Science, folosind titlul original al povestirii - "Outcast of the Stars", aceasta regăsindu-se și în antologia BD a lui Bradbury Tomorrow Midnight (Ballantine, 1966). Filmul The Astronaut Farmer (2006) (cu Billy Bob Thornton și Bruce Willis) se bazează vag pe povestire, păstrând o temă și o morală similare.
Ploaia cea lungă a făcut parte dintre povestirile ecranizate în 1969 în filmul Omul ilustrat. Ulterior, ea a fost inclusă într-un episod al serialului The Ray Bradbury Theatre, în regia lui Lee Tamahori, cu Marc Singer și Michael Hurst în rolurile principale.
Povestirea Balaurul a fost adaptată într-o bandă desenată apărută în revista românească Luceafărul copiilor în anii '80.
În 1985, Klaus Janson a realizat pentru seria DC Science Fiction Graphic Novel o adaptare după povestirea Gerul și focul. Aceeași povestire a stat și la baza filmului de scurt metraj Quest regizat de Elaine și Saul Bass în 1984.